# قاسم آیدو
قاسم آیدو (انگلیسی: Kasim Aidoo؛ زادهٔ ۳ نوامبر ۲۰۰۱) بازیکن فوتبال است.